# Canónico (matemática)
En matemáticas, el adjetivo canónico se usa con frecuencia para indicar que algo es natural, como debe ser e independiente de elecciones arbitrarias, que es absoluto y no relativo a un observador, que es intrínseco y no depende de un sistema de referencia o de un sistema de coordenadas, que pertenece a la estructura propia de lo que estudiamos.
Decir de algo que es canónico es decir que no es arbitrario, que todos coincidimos en ello si lo miramos con atención. Aunque siempre se use en sentido impreciso, es un concepto central en matemáticas, ciencia que aspira a desentrañar con rigor lo que se entiende por canónico y a sacar a la luz todo lo que es canónico.

## Origen y breve historia
No solo es un concepto elusivo y central en matemáticas. Bajo la denominación de φυσις (physis, de donde deriva el nombre de ‘física’) fue un concepto central de la filosofía griega. La mayor dificultad que tenemos para acercarnos a ella es el extrañamiento del hombre moderno de tal concepto. Mientras que el hombre griego se encontraba sumergido en él, hoy en día el hombre moderno culto vive fuera de él. Malamente sobrevive en matemáticas (donde con mucha frecuencia se usa en sentidos espurios) y sobre todo en la filosofía.
En el siglo XX, quien mejor ha sabido expresar su sentido ha sido Heidegger. En sus palabras, φυσις significa la fuerza que impera, brota y permanece regulada por ella misma. Como manifestación opuesta, los griegos introdujeron lo que llamaban θεσις (thesis), lo puesto, o el νομος (nomos), regla en sentido de costumbre, o τέχνη (techné), que significa producción a partir de un saber (técnica).

## Uso algebraico y físico
Veamos algunos ejemplos del uso correcto y del abuso del término:
- Si se habla del orden canónico de los datos, significa que los datos se ordenan según su orden natural, un orden que no es invención del autor sino que pertenece a la estructura propia de lo que se estudia. Aquí canónico se usa en el sentido de natural o estructural.
Así, si los datos son números naturales, lo canónico es ordenarlos de menor a mayor (o de mayor a menor, realmente hay dos ordenaciones naturales y no puede decirse que una es canónica y la otra no). Si fueran notas musicales, lo natural es ordenarlas por el tono (de graves a agudas, o de agudas a graves…). En cambio, si fueran palabras españolas y se ordenasen como en los diccionarios, ese no sería un orden canónico; pues es claro que poner la b antes que la c es una elección arbitraria que hacemos por costumbre y por convenio: no pertenece a la estructura misma de las palabras. En este ejemplo se ve muy bien la oposición entre φυσις y νομος.
- Si se habla de la forma canónica de la ecuación de una curva plana, es un uso espurio de la palabra canónico. Significa que en distintos sistemas de referencia o sistemas de coordenadas la curva adquiere diferentes ecuaciones. En algunos sistemas la ecuación de la curva es notablemente más sencilla, y la frase se refiere a una forma que se considera más simple. Aquí canónico se utiliza como sinónimo de simple, sencillo y breve. Sería mejor decir ecuación reducida o forma usual de la ecuación.
- Cuando se habla de la base canónica del espacio vectorial ℝ{\displaystyle ^{\text{n}}}, se abusa del término, y debería decirse la base usual de ℝ{\displaystyle ^{\text{n}}}, porque la estructura de espacio vectorial no determina de modo natural ninguna base particular, y para fijar la base a la que se quiere hacer referencia es necesario introducir alguna estructura adicional, como es la descomposición en producto directo.
- Al hablar de la proyección canónica en el conjunto cociente queremos decir que es la única proyección que podemos definir en general para todo conjunto cociente. En cada caso particular se podría definir una aplicación distinta del conjunto inicial en el conjunto cociente; pero solo la proyección llamada canónica puede definirse a la vez para todas las relaciones de equivalencia posibles. Aquí canónico se usa en el sentido de universal.